# Borealea
Borealea is een geslacht van weekdieren uit de klasse van de Gastropoda (slakken).

## Soorten
- Borealea nobilis (A. E. Verrill, 1880)
- Borealea sanamyanae (Korshunova, Martynov, Bakken, Evertsen, Fletcher, Mudianta, Saito, Lundin, Schrödl & Picton, 2017)